# Moustey
 Moustey  (en occitano, Mostèirs-Viganon) es una comuna francesa situada en el departamento de Landas, en la región de Nueva Aquitania.

## Demografía
| 588 | 545 | 519 | 540 | 574 | 607 | 674 |
| Para los censos de 1962 a 1999 la población legal corresponde a la población sin duplicidades (Fuente: INSEE [Consultar]) |     |     |     |     |     |     |